# Route nationale 44 (Madagascar)
Pour les articles homonymes, voir Route nationale 44.
La route nationale 44 (N 44) est une route nationale s'étendant de Amboavory jusqu'à Moramanga à Madagascar.

## Description
La N44 parcourt 228 km dans la région de Alaotra-Mangoro.
Elle longe les rives orientales du lac Alaotra avant de rejoindre la N 3a.

## Parcours
- Amboavory (à 228 km de Moramanga)
- Imerimandroso (à 210 km de Moramanga)
- Ambatondrazaka  (à 158 km de Moramanga)[1]
- Ambalabako
- Ankazotsaravolo

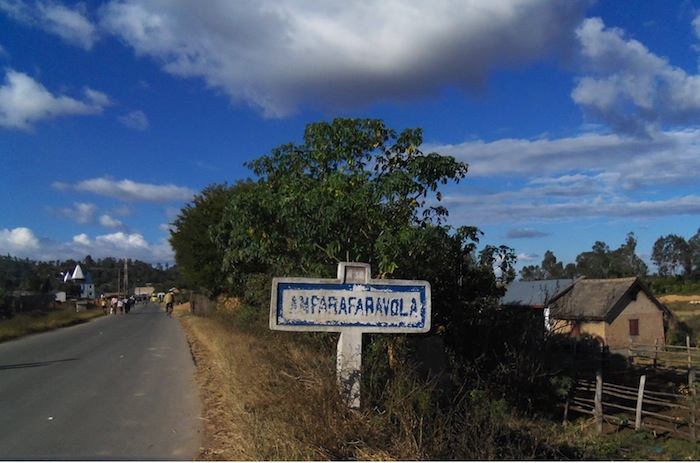
La N 44 à Amparafaravola.

- Manakambahiny Ouest croisement de la RN 3a
- Vohidiala (133 km de Moramanga/RN 2)[2]
- Andranokabaka
- Ameitanimataty
- Bembary
- Amboasary Gare (60 km de Moramanga/RN 2)
- Ambohibola
- Ilampy
- Morarano Gare
- Marovoay, Alaotra-Mangoro
- Ambohimanarivo
- Ampitambe
- Ambodirano village
- Moramanga (croisement de la RN 2)